# Chlorophytum polystachys
Chlorophytum polystachys är en sparrisväxtart som beskrevs av John Gilbert Baker. Chlorophytum polystachys ingår i släktet ampelliljor, och familjen sparrisväxter. Inga underarter finns listade i Catalogue of Life.